# 아이스메어역

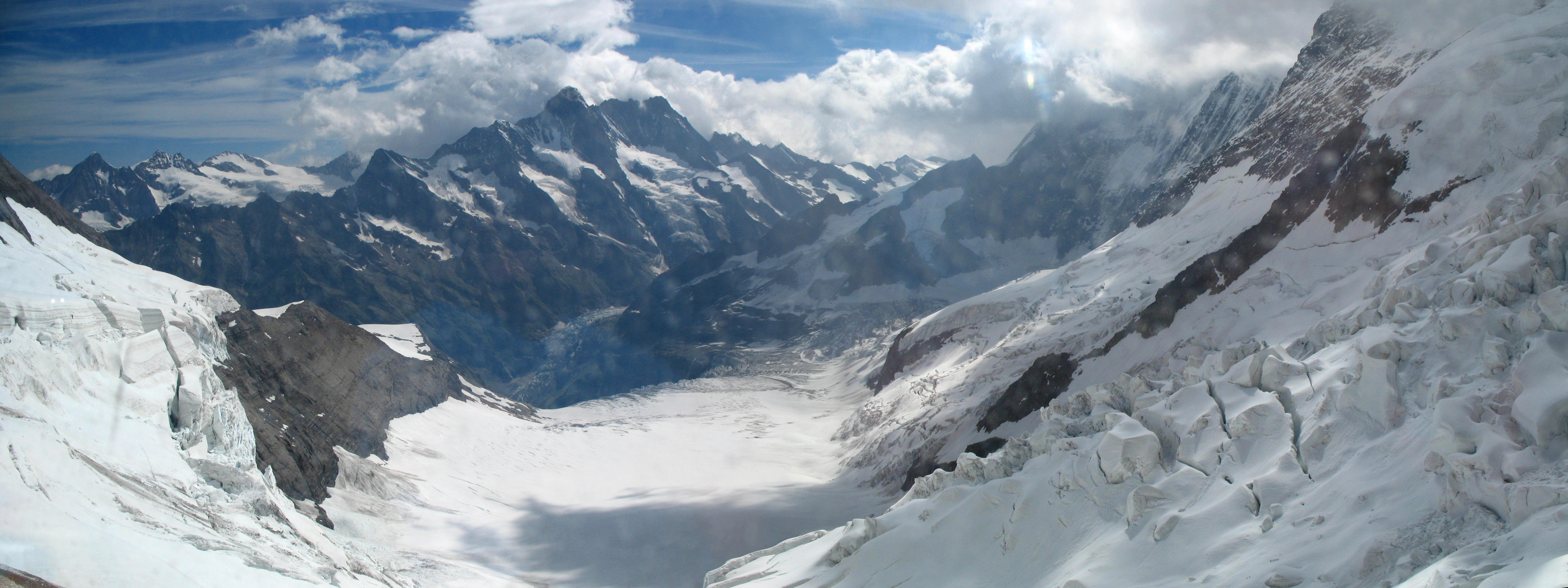
역에서 조망하는 아이슈미어Ischmeer (얼음바다라는 뜻) 빙하

아이스메어역(Eismeer)은 클라이네 샤이덱에서 융프라우요흐까지 운행하는 융프라우 철도의 아이거 산 속으로 뚫린 지하 역이다. 이 역은 해발 3,159m의 고도에 자리 잡고 있어 유럽에서 두 번째로 높은 기차역이다. 아이거 남동쪽 면 바로 뒤에 위치한 이 역의 주요 목적은 승객들이 아이슈미어(Ischmeer) 빙하의 전망을 관찰할 수 있도록 하는 것이다. (이전에는 그린델발트-피셔 빙하라고 불림). 이를 위해 오르막 열차는 5분 동안 역에 정차한다. 아이스메어(Eismeer)는 독일어로 ‘얼음바다’라는 의미를 가진다.
역은 1905년 7월 25일에 문을 열었으며 이전 종착역인 아이거반트역에서 융프라우반이 연장 되었다. 지금까지 이 노선의 건설은 철도 회사의 재정을 고갈시켰고 향후 7년 동안 아이스메어는 상위 종착역으로 남아 있어야 했다. 추가 기금 마련과 연장된 건설 기간 후에 1912년에는 융프라우요흐역까지 노선이 연장되었고, 아이스메어는 중간 계류장이 되었다.
행정적으로 이 역은 베른주의 그린델발트에 속한다.

## 운행열차
다음과 같은 여객 열차편이 운행된다.
| 운영자        | 노선                                                                    | 편수       |
| ------------- | ----------------------------------------------------------------------- | ---------- |
| 융프라우 철도 | 클라이네 샤이덱 - 아이거글레처 - 아이거반트 - 아이스메어 - 융프라우요흐 | 시간당 2편 |